# Saint-Pierre-d'Irube
Saint-Pierre-d'Irube (Basque Hiriburu) là một xã thuộc tỉnh Pyrénées-Atlantiques trong vùng Nouvelle-Aquitaine miền tây nam nước Pháp.